# Đại học Jan Dlugosz
Đại học Jan Dlugosz ở Czestochowa [ JDU; tiếng Ba Lan: Uniwersytet Humanistyczno-Przyrodniczy im. Jana Długosza] là một trường đại học công lập nằm ở Częstochowa, thuộc vùng Silesian Voivodeship của Ba Lan. Được thành lập vào năm 1971 với tư cách là một trường cao đẳng sư phạm, nó được chuyển đổi thành một trường giáo dục đại học vào năm 1974 với hai khoa, Khoa Toán học và Khoa học tự nhiên, và Khoa Sư phạm. Bây giờ học viện bao gồm hai khoa khác là Khoa Triết học và Lịch sử và Khoa Giáo dục Nghệ thuật, một số trung tâm giảng dạy liên ngành về Nghiên cứu Ngoại ngữ, giáo dục thể chất và thể thao, cùng khoảng 10.000 sinh viên và khoảng 800 học viên đang học tập. 
Học viện lấy tên từ Jan Długosz (1415-1480), một linh mục người Ba Lan, một nhà biên niên sử, nhà ngoại giao, quân nhân, và thư ký cho Giám mục Zbigniew Oleśnicki của Kraków, và Người bảo trợ của học viện, người sinh ra ở làng Stara Brzeicaica cách Częstochowa hơn 30 kilômét (19 mi). Học viện tham gia Chương trình Erasmus (Chương trình hành động cộng đồng của người Châu Âu vì tính cơ động của sinh viên đại học), một chương trình trao đổi sinh viên của Liên minh châu Âu (EU) được thành lập năm 1987, một phần chính của Chương trình học tập suốt đời của EU 2007, năm 2013, và là hoạt động khuôn khổ cho các sáng kiến của Ủy ban Châu Âu trong giáo dục đại học.

## Chi nhánh
Chương trình học tập suốt đời ERASMUS 
Đại học Jan Długosz là một phần của Chương trình học tập suốt đời 2007-2013.

## Bác sĩ Honoris causa
- Henryk Samsonowicz,
- Jerzy Strzelchot,
- Gerhard Fieguth,
- Mary Kisiel,
- Andrzej Jan Zakrzewski.

## Cựu sinh viên đáng chú ý
- Andrzej Biernat - một chính trị gia người Ba Lan và là thành viên của đảng Nền tảng dân sự;
- Jakub Błaszchotowski - một cầu thủ bóng đá chuyên nghiệp người Ba Lan;
- Maciej Ganczar - một học giả văn học Ba Lan chuyên về văn học Đức, dịch giả văn học;
- Wioletta Grzegorzewska - một nhà thơ và nhà văn người Ba Lan;
- Tomasz Lubaszka - một họa sĩ người Ba Lan;
- Jacek Magiera - một huấn luyện viên bóng đá Ba Lan và cựu cầu thủ bóng đá
- Radosław Panas - một vận động viên bóng chuyền người Ba Lan;
- Andrzej Szewiński - một cựu vận động viên bóng chuyền chuyên nghiệp, nhà hoạt động thể thao và chính trị gia;
- Krzysztof Szramiak - một vận động viên cử tạ người Ba Lan.